# ポートフアード
ポートフアード (アラビア語: بورفؤاد Borfoʾād, IPA: [boɾ.foˈʔæːd]、ポートフアド)は、エジプト・アラブ共和国ポートサイド県の県都ポートサイドの一区画である。スエズ運河の地中海側入り口に位置し、アフリカ大陸側最北東部にあるポートサイド市の対岸、シナイ半島最北西端にある。
ボスポラス海峡とイスタンブール、パナマ運河とコロンの関係のように、スエズ運河を挟んでポートサイドという一つの都市を形成する二つの大陸を挟んだ数少ない大陸横断都市として認識されている。

## 歴史
1926年にポートサイドの人口増加を解消するために設立された。名前は、当時のエジプト王フアード1世にちなむ。消耗戦争でイスラエルが奪おうとしたが、1978年に行われたキャンプ・デービッド合意によって平和的に領土が確定した。
2004年、ポートフアード東のスエズ運河の対岸エリアをポートサイドイーストとして開発が進められ、スエズ運河コンテナターミナルが開設された。
2015年11月、ポートサイドイーストエリアで、新しい港湾開発プロジェクトを開始。
2018年5月、ロシアとエジプトの間でロシアの協力の下で開発する工業団地建設の契約を締結。